# VIA PadLock
A VIA PadLock egy utasításkészlet-kiterjesztés a VIA Technologies és Zhaoxin által gyártott x86-os mikroprocesszorok utasításkészlet-architektúrájához (ISA). 2003-ban jelent meg a VIA Centaur-tervezésű processzorokban. Az újonnan bevezetett kiegészítő utasítások hardveresen gyorsított véletlenszám-generálást (RNG), Advanced Encryption Standard titkosítást (AES), az SHA-1, SHA256 hashműveleteket, és Montgomery moduláris szorzást biztosítanak.

## Utasítások
A PadLock utasításkészlet négy csoportra osztható:
- Véletlenszám-generálás (RNG)
  - XSTORE: A rendelkezésre álló véletlen bájtok tárolása (másként XSTORERNG)
  - REP XSTORE: Az ECX regiszterben beállított számú véletlen bájt tárolása (az ES:[rDI] által címzett memóriaterületre)
- Fejlett kriptográfiai egység (Advanced Cryptography Engine, ACE) – az AES titkosításhoz; két változatban
  - REP XCRYPTECB: Elektronikus kódkönyv mód (ECB)
  - REP XCRYPTCBC: Rejtjeles blokkok láncolása (CBC)
  - REP XCRYPTCTR: Számláló mód (ACE2)
  - REP XCRYPTCFB: Cipher Feedback mód (CFB)
  - REP XCRYPTOFB: Kimenet-visszacsatolásos mód (Output Feedback, OFB)
- SHA hash számítóegység (PHE)
  - REP XSHA1: SHA-1 hasítófüggvény
  - REP XSHA256: SHA-256 hasítófüggvény
- Montgomery-szorzó (PMM)
  - REP MONTMUL

A PadLock kiterjesztés megléte programból megállapítható, első lépésben az EAX = 0xC0000000 paraméterrel kiadott CPUID utasítással. Ha az eredményben az EAX >= 0xC0000001, akkor a CPU tartalmaz Centaur által fejlesztett kiterjesztéseket (a Centaur Extended Feature Flags jellemző támogatott). Ez után az EAX = 0xC0000001 paraméterrel kiadott CPUID utasítás visszaadja a Centaur kiterjesztések állapotjelzőit az EDX regiszterben, amelyben a PadLock támogatás különböző részeit 10 bit jelzi (13–6,3,2). A PadLock képesség be- vagy kikapcsolható az MSR 0X1107 kóddal.
Néhány Zhaoxin CPU-ban kiterjesztett VIA PadLock található, ezek rendelkeznek az SM3 hasítófüggvény és az SM4 blokkos rejtjelezés támogatásával.

### PadLock kiterjesztést tartalmazó CPU-k
- Minden VIA Nano CPU támogatja: SHA, AES, és RNG.
- Minden VIA Eden CPU 2003 óta (C3 Nehemiah) támogatja az AES és RNG funkciókat. Mindegyik 2006 óta kiadott termék támogatja az AES, RNG, SHA, és PMM részeket.
- Minden VIA C7 CPU támogatja: AES, RNG, SHA, és PMM.

## Szoftvertámogatás
- A Linux kernel a 2.6.11 kiadás óta tartalmazza a PadLock AES támogatását. A PadLock SHA a 2.6.19-ben került bevezetésre. Ezeket „hardveres kriptoeszközökként” kezelik.[6]
- Az OpenBSD és a FreeBSD támogatja a PadLock-ot.[7]
- Az OpenSSL támogatja a PadLock AES és SHA funkciókat, 2004 óta (0.9.7f/0.9.8a).[8]
- A GNU assembler támogatja a PadLock-ot, 2004 óta.[9]

## Fordítás
Ez a szócikk részben vagy egészben  a   VIA PadLock című angol Wikipédia-szócikk ezen változatának fordításán alapul.  Az eredeti cikk szerkesztőit annak laptörténete sorolja fel. Ez a jelzés csupán a megfogalmazás eredetét és a szerzői jogokat jelzi, nem szolgál a cikkben szereplő információk forrásmegjelöléseként.